# New Amsterdam, Guyana
New Amsterdam (nederländska: Nieuw Amsterdam) är en stad i regionen East Berbice-Corentyne i nordöstra Guyana. Staden hade 15 373 invånare vid folkräkningen 2012, på en yta av 13,7 km². Den är huvudort i regionen East Berbice-Corentyne och ligger vid floden Berbice, nära dess utlopp i Atlanten. New Amsterdam är beläget cirka 96 kilometer sydost om Georgetown.
Staden byggdes av Nederländarna 1740 och namngavs Fort Sint Andries inledningsvis. År 1790 blev New Amsterdam säte för den nederländska kolonialadministrationen över området. New Amsterdam övertogs av britterna 1803.